# King Long Kairui
King Long Kairui (厦门金龙-凯锐浩克) — малотоннажный грузовой автомобиль, выпускаемый с 2018 года китайским производителем King Long.

## Описание

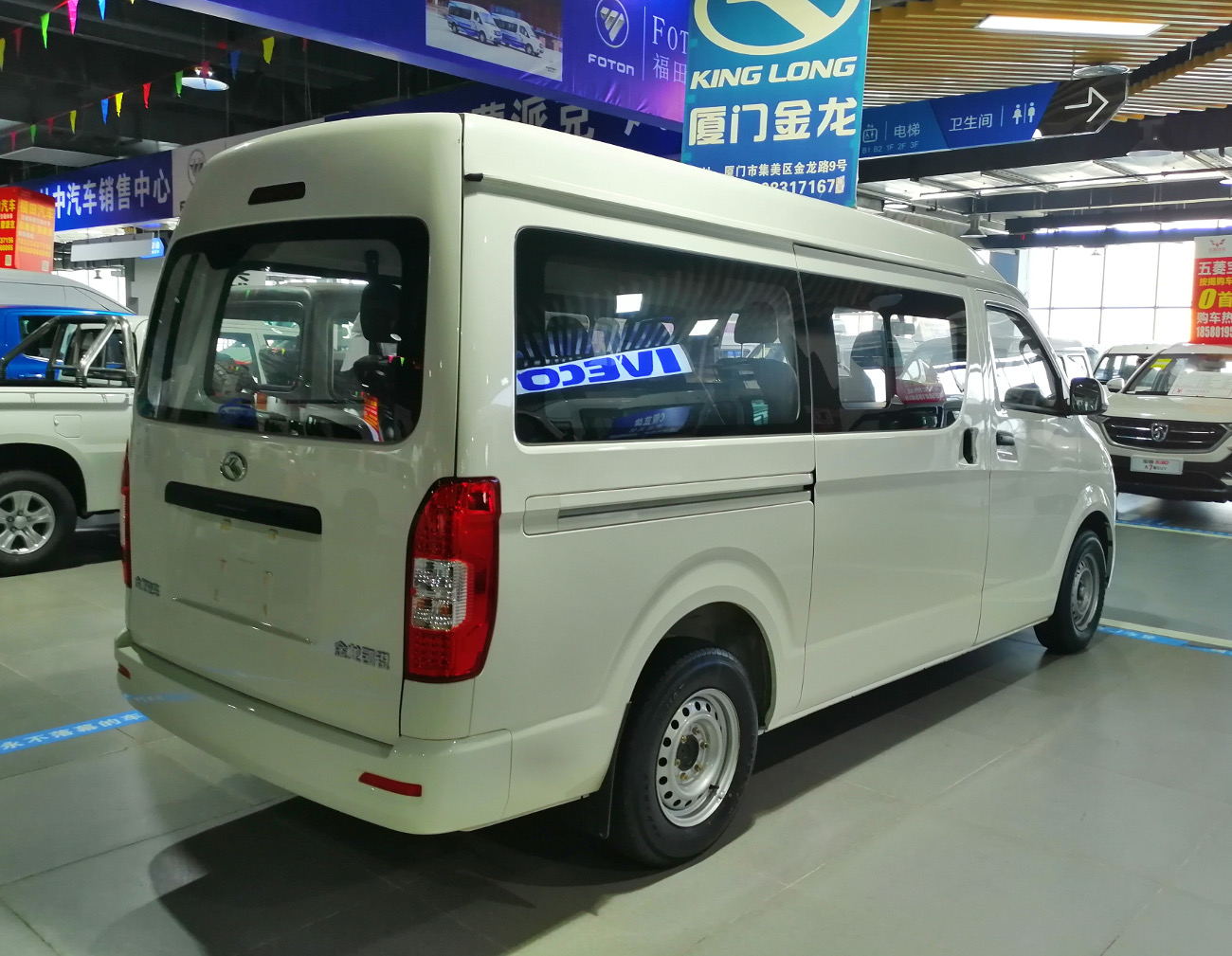
Вид сзади

King Long Kairui был запущен в производство в 2018 году. Ценовой диапазон варьируется от 71800 до 160000 юаней. Несмотря на то, что двигатель расположен спереди, дизайн задней части скопирован с King Long Kaige. Дизайн автомобиля вызывает критику, так как задняя часть напоминает Toyota Hiace, а передняя — Volkswagen Transporter T6.

## Технические характеристики
King Long Kairui оснащён 2,0-литровым турбодвигателем мощностью 215 л. с. и крутящим моментом 282 Н·м либо 2,2-литровым атмосферным двигателем мощностью 112 л. с. и крутящим моментом 198 Н·м. Двигатели сочетаются в паре с пятиступенчатой или шестиступенчатой механической трансмиссией.